# Septoria lepidii
Septoria lepidii är en svampart som beskrevs av Desm. 1842. Septoria lepidii ingår i släktet Septoria och familjen Mycosphaerellaceae.   Inga underarter finns listade i Catalogue of Life.